# صحيفة الاستقلال
صحيفة الاستقلال، هي صحيفة يومية سياسية شاملة، تصدر نصف أسبوعية مؤقتاً، وصدر العدد الأول من الصحيفة في 21/10/1994، وكتب كلمة الافتتاحية فيها الدكتور فتحي الشقاقي.
الاستقلال تركز على إجراء المقابلات السياسية حول القضايا الإستراتيجية المطروحة فلسطينيا وعربيا وإسلامياً، وتولي اهتماما حقيقيا بالشؤون المعيشية للشعب الفلسطيني.
في 3 فبراير 1995م الموافق 5 رمضان 1415 هـ تم اعتقال الطاقم الصحفي للاستقلال من السلطة الفلسطينية والمكون من صاحب الامتياز والمحرر المسؤول السيد علاء الصفطاوي والمدير الإداري السيد عطية أبو منصور والصحافي خالد صادق والصحافي زكريا المدهون والصحافي محمد فياض وناهض كتكت، واستمر الاعتقال ثلاثة أشهر ونصف تقريبا. توقفت الصحيفة عن الصدور في الثامن من أبريل 1995 نتيجة استمرار حبس معظم الطاقم الصحافي حتى تاريخ 28 أبريل 1995م الذي استأنفت الصحيفة فيه إصدارها مرة أخرى.
بتاريخ 16 فبراير 1996م صدر العدد 60 من صحيفة الاستقلال وتناولت الافتتاحية موضوعا بعنوان القسم والمسؤولية وقد تم استدعاء المحرر المسؤول الأستاذ علاء الصفطاوي وإبلاغه من رئيس السلطة الفلسطينية بقرار إغلاق الصحيفة، فاستمر الإغلاق مدة سنتين ونصف تقريبا حتى استأنفت الصحيفة إصدارها بتاريخ 10/7/1998 م بصدور العدد 61 بحلة جديدة وبرئيس تحرير جديد هو السيد إبراهيم النجار بدلا عن رئيس التحرير السابق الأستاذ عدنان أبو حسنة ليعمل جنبا إلى جانب مع السيد علاء الصفطاوي المحرر المسؤول للصحيفة. وخلال هذه الفترة تم تغيير معظم الطاقم الصحفي بعد أن تعرض البعض منهم لضغوط شديدة وما تزال الصحيفة مستمرة في أداء رسالتها الإسلامية والوطنية رغم كل الضغوط حتى الآن.
توقفت عن الصدور بعد إغلاق السلطة لمكتبها ومصادرة الأجهزة وذلك مع صدور العدد 229 بتاريخ 8/11/2001. ثم عادت للصدور مرة أخرى في بداية شهر يوليو 2007 وأصبح الأستاذ جهاد أبو العطا صاحب الامتياز فيها والأستاذ صالح المصري مديرا للتحرير. ومع صدور العدد 302 تولى مسؤولية رئاسة التحرير فيها الأستاذ خالد صادق والأستاذ توفيق السيد سليم مديرا التحرير.
بدأت الاستقلال منذ شهر يونيو (6) لعام 2012 الصدور مرتين في الأسبوع تمهيدا للصدور اليومي بعد أن كانت تصدر مرة واحدة في الأسبوع فقط، وهي تشمل الآن طاقما أكبر يغطي الضفة الغربية وقطاع غزة والقاهرة.